# 岩崎克己
岩崎 克己（いわさき かつみ、1905年1月21日(明治38年) - 1993年11月20日）は日本の言語学者、歴史学者。

## 経歴
出生から修学期
1905年1月21日、愛知県豊橋市で生まれた。旧制第八高等学校を卒業後上京し、東京帝国大学英文科に進学。同大学大学院に進み、修了。その後、東京外国語大学に入学。東京外国語大学ではオランダ語、ポルトガル語、スペイン語、ロシア語、ドイツ語、中国語、チベット語等を習得し、卒業した。
語学教員時代(戦前)
修了後は、郁文館、早稲田実業学校、桜蔭学園などで英語教師として勤務。専門は語学であったが、東洋史に関する問題についても研究し、『書物展望』、『歴史地理』、『学鐙』などの論文を残した。1943年に応召し、中華民国に渡った。
太平洋戦争後
1946年に引き揚げ帰国。重要に思っていた蔵書や原稿類を福井に送って管理させていたが、福井空襲で焼失し、研究生活は一時頓挫せざるを得なくなった。戦後の生活は、弟・義信の経営する藤倉電線の代理店であった岩電産業に在籍し、生活費を稼いでしのいだ。その後新たに中国、チベットを中心にした研究を始める。晩年には岸田劉生、手塚律蔵について執筆。趣味は園芸であった。
1993年11月20日に死去。享年88。

## 研究内容・業績
東洋史に関心を持って研究を進め、戦時中には、義経=ジンギスカン説を否定すべく自費出版『義経入夷渡満説書誌』を出版している。『前野蘭化』が一般には知名度が高い。

## 著作

### 著書
- 『前野蘭化』
- 『義経入夷渡満説書誌』
- 『徳川時代舶載洋書目録 第1輯 好書故事 79-81』（未定稿）岩崎克己、1939年。
- 『徳川時代舶載洋書目録 第2輯 鷹見文庫蘭書目録』（未定稿）岩崎克己、1939年。
- 『徳川時代舶載洋書目録 第3輯 沼津文庫蘭書目録』（未定稿）岩崎克己、1939年。
- 『徳川時代舶載洋書目録 第4輯 大槻文庫蘭書目録』（未定稿）岩崎克己、1939年。
- 『徳川時代舶載洋書目録 第5輯 彰考館文庫蘭書目録』（未定稿）岩崎克己、1939年。
- 『徳川時代舶載洋書目録 第6輯』。
- 『徳川時代舶載洋書目録 第7輯 東京帝室博物館蘭書目録』（未定稿）岩崎克己、1940年。
- 『徳川時代舶載洋書目録 第8輯 ライデン大学所蔵日本図書目録抄』（未定稿 / L・セリュレ 編、岩崎克己 抄）岩崎克己、1940年。
- 『徳川時代舶載洋書目録 第9輯 引用書目より観たる舶載洋書』（未定稿）岩崎克己、1940年。
- 『徳川時代舶載洋書目録 第10輯 佐倉文庫蘭書目録』（未定稿）岩崎克己、1940年。
- 『徳川時代舶載洋書目録 第11輯』（未定稿）岩崎克己、1939年。

### 雑誌論文
- 『書物展望」
- 『歴史地理』
- 『学鐙』